# Pelargonium attenuatum
Pelargonium attenuatum är en näveväxtart som beskrevs av William Henry Harvey. Pelargonium attenuatum ingår i släktet pelargoner, och familjen näveväxter. Inga underarter finns listade i Catalogue of Life.